# Addernhausen
Addernhausen ist ein Stadtteil von Schortens im Landkreis Friesland in Niedersachsen.

## Geschichte
Addernhausen wurde erstmals 1587 urkundlich erwähnt und hat sich nur langsam entwickelt. Es handelte sich dabei nicht um ein eigentliches Bauerndorf, da es an Marschland fehlte. Das Dorf liegt auf einer Geestzunge.
Erst mit dem Aufkommen des Kunstdüngers Anfang des 20. Jahrhunderts wurde die Landwirtschaft effektiver und es entstanden neue Bauernhäuser. Viele Beschäftigte der Wilhelmshavener Werft bauten damals Häuser in Oestringfelde nahe Addernhausen.

## Sonstiges
Aus Addernhausen stammen der Musikwissenschaftler und Musikpsychologe Günther Rötter und der Musikpädagoge Hermann Wilske.